# ووشترهوزن
ووشترهوزن (به آلمانی: Wusterhusen) یک شهر در آلمان است که در فرپومرن-گرایفسوالد واقع شده‌است. ووشترهوزن ۱٬۱۵۸ نفر جمعیت دارد.